# Cousins for Life
Cousins for Life (Brasil: Primos para Sempre / Portugal: Primos para a Vida) é uma série de televisão de comédia americana criada por Kevin Kopelow e Heath Seifert que estreou na Nickelodeon dos Estados Unidos no dia 24 de novembro de 2018 até o dia 8 de junho de 2019. A série tem o elenco de Scarlet Spencer, Dallas Dupree Young, Micah Abbey, Ron G e Ishmel Sahid.

## Enredo
Quando sua esposa é enviada para uma missão no outro lado do mar, Clark leva seu filho Stuart para onde eles se mudam para Portland para viver com o tenso irmão de Clark, Lewis, e seus filhos, Ivy e Leaf. Desde que se mudaram juntos, Stuart e Ivy participam de diferentes atividades juntos, tendo diferentes desventuras ao longo do caminho.

## Elenco

### Principal
- Scarlet Spencer como Ivy
- Dallas Dupree Young como Stuart
- Micah Abbey como Leaf
- Ron G como Lewis
- Ishmel Sahid como Clark

### Recorrente
- Jolie Hoang-Rappaport como Gemma

### Elenco convidado
- Lizzy Greene como Natalie[1]
- Roman Reigns como Rodney[2]
- Annie LeBlanc como ela mesma[3]
- Savannah May como Marigold[4]
- Daniella Monet como Denise[5]

## Produção
A série recebeu um pedido de 20 episódios em 8 de março de 2018 e estreou no dia 24 de novembro de 2018 nos Estados Unidos. A produção começou em Los Angeles no verão americano de 2018. Kevin Kopelow e Heath Seifert são produtores executivos. Em 29 de outubro de 2018, foi anunciado que uma prévia da série irá ao ar em 24 de novembro de 2018. Novos episódios da série foram retomados em 5 de janeiro de 2019.

## Resumo
| Temporadas | Temporadas | Episódios | Exibição original      | Exibição original  | Exibição no Brasil | Exibição no Brasil   | Exibição em Portugal | Exibição em Portugal |
| Temporadas | Temporadas | Episódios | Estreia                | Final              | Estreia            | Final                | Estreia              | Final                |
| ---------- | ---------- | --------- | ---------------------- | ------------------ | ------------------ | -------------------- | -------------------- | -------------------- |
|            | 1          | 20        | 24 de novembro de 2018 | 8 de junho de 2019 | 6 de abril de 2019 | 17 de agosto de 2019 | 22 de abril de 2019  | —                    |

## Episódios
| N.º                                                                                              | Título                                                                | Dirigido por       | Escrito por                     | Exibição original                                             | Cód. de produção | Audiência (milhões) |
| ------------------------------------------------------------------------------------------------ | --------------------------------------------------------------------- | ------------------ | ------------------------------- | ------------------------------------------------------------- | ---------------- | ------------------- |
| 1                                                                                                | "De Mudança (BR)" "Movin' In"                                         | Jonathan Judge     | Heath Seifert & Kevin Kopelow   | 24 de novembro de 2018 22 de abril de 2019 6 de abril de 2019 | 101              | 0,62                |
| Estrela Convidada: Emma Shannon                                                                  |                                                                       |                    |                                 |                                                               |                  |                     |
| 2                                                                                                | "Invasão de Espaço (BR)" "Space Invader"                              | Jonathan Judge     | Heath Seifert & Kevin Kopelow   | 5 de janeiro de 2019 13 de abril de 2019                      | 102              | 0,68                |
| Estrela Convidada: Jolie Hoang-Rappaport                                                         |                                                                       |                    |                                 |                                                               |                  |                     |
| 3                                                                                                | "A Suspeita (BR)" "Scammer Time"                                      | Katy Garretson     | Rachel McNevin                  | 12 de janeiro de 2019 20 de abril de 2019                     | 104              | 0,86                |
| Estrela especial Convidada: Lizzy Greene Estrela Convidada: Jolie Hoang-Rappaport                |                                                                       |                    |                                 |                                                               |                  |                     |
| 4                                                                                                | "Salvem o Planeta (BR)" "Hot Dog Day Afternoon"                       | Katy Garretson     | Jim Hope & Loni Steele Sosthand | 19 de janeiro de 2019 27 de abril de 2019                     | 105              | 0,69                |
| Estrelas Convidadas: Stephanie Lemelin, Tyler Chase e Jasmine T.R. Gatewood                      |                                                                       |                    |                                 |                                                               |                  |                     |
| 5                                                                                                | "Arthur, o Porco Celebridade (BR)" "This Little Piggy Went to Market" | Eric Dean Seaton   | Wayne Conley                    | 26 de janeiro de 2019 4 de maio de 2019                       | 108              | 0,85                |
| Estrela Convidada: Cate Scott Campbell                                                           |                                                                       |                    |                                 |                                                               |                  |                     |
| 6                                                                                                | "Os Quatro Destemidos (BR)" "The Fearsome Foursome"                   | Robbie Countryman  | Jeny Quine                      | 2 de fevereiro de 2019 11 de maio de 2019                     | 112              | 1,12                |
| Estrelas Convidadas: Jolie Hoang-Rappaport e Tait Blum                                           |                                                                       |                    |                                 |                                                               |                  |                     |
| 7                                                                                                | "Super Ivy (BR)" "Super Ivy"                                          | Jody Margolin Hahn | Rachel McNevin                  | 16 de fevereiro de 2019 18 de maio de 2019                    | 111              | 0,83                |
| Estrelas Convidadas: Preston Jones e Carsyn Rose                                                 |                                                                       |                    |                                 |                                                               |                  |                     |
| 8                                                                                                | "Art-thur (BR)" "Art-thur"                                            | Trevor Kirschner   | Heath Seifert & Kevin Kopelow   | 23 de fevereiro de 2019 8 de junho de 2019                    | 113              | 0,80                |
| Estrelas Convidadas: Kendall Rae, Emma Shannon, Jolie Hoang-Rappaport, Tait Blum                 |                                                                       |                    |                                 |                                                               |                  |                     |
| 9                                                                                                | "Adeus para Arthur? (BR)" "A Farewell to Arthur?"                     | Brian Stepanek     | Shawnté McCall                  | 2 de março de 2019 1 de junho de 2019                         | 115              | 0,77                |
| Estrela especial Convidada: Roman Reigns Estrela Convidada: Emma Shannon                         |                                                                       |                    |                                 |                                                               |                  |                     |
| 10                                                                                               | "Saia Justa (BR)" "Clothes Call"                                      | Robbie Countryman  | Vincent Brown                   | 9 de março de 2019 25 de maio de 2019                         | 106              | 0,85                |
| Estrelas Convidadas: Jolie Hoang-Rappaport, Judy Kain e Violet Lux                               |                                                                       |                    |                                 |                                                               |                  |                     |
| 11                                                                                               | "O Sumiço da Medalha (BR)" "Those Medal-ing Kids!"                    | Jonathan Judge     | Kuamel Stewart                  | 16 de março de 2019 15 de junho de 2019                       | 118              | 0,78                |
| Estrela especial Convidada: Annie LeBlanc Estrela Convidada: Kheris Rogers                       |                                                                       |                    |                                 |                                                               |                  |                     |
| 12                                                                                               | "O Retorno de Green Girl (BR)" "Green Girl Returns"                   | Trevor Kirschner   | Loni Steele Sosthand & Jim Hope | 30 de março de 2019 22 de junho de 2019                       | 114              | 0,55                |
| Estrelas Convidadas: Savannah May, Carsyn Rose e Carlton Byrd                                    |                                                                       |                    |                                 |                                                               |                  |                     |
| 13                                                                                               | "Dia dos Primos (BR)" "Cousins Day"                                   | Jody Margolin Hahn | Kuamel Stewart                  | 6 de abril de 2019 29 de junho de 2019                        | 116              | 0,75                |
| Estrela especial Convidada: Daniella Monet Estrelas Convidadas: Jolie Hoang Rappaport, Tail Blum |                                                                       |                    |                                 |                                                               |                  |                     |
| 14                                                                                               | "A Rifa (BR)" "Eyes on the Prize"                                     | Robbie Countryman  | Jeny Quine                      | 13 de abril de 2019 6 de julho de 2019                        | 107              | 0,62                |
| Estrelas Convidadas: Frank Cappello como Jim, O'Neill Monahan como Benny                         |                                                                       |                    |                                 |                                                               |                  |                     |
| 15                                                                                               | "Operação: Mamãe (BR)" "Operation: Mom"                               | Jonathan Judge     | Kevin Kopelow & Heath Seifert   | 20 de abril de 2019 20 de julho de 2019                       | 117              | 0,68                |
| Estrelas Convidadas: Stephanie Lemelin, Jasmine T.R. Gatewood                                    |                                                                       |                    |                                 |                                                               |                  |                     |
| 16                                                                                               | "Presos para Sempre (BR)" "Trapped for Life"                          | Robbie Countryman  | Rachel McNevin                  | 27 de abril de 2019 27 de julho de 2019                       | 120              | 0,55                |
| Estrela Convidada: Brendan Hunt                                                                  |                                                                       |                    |                                 |                                                               |                  |                     |
| 17                                                                                               | "Um Fantasma em Casa (BR)" "IvyScares"                                | Jonathan Judge     | Steve Freeman                   | 4 de maio de 2019 3 de agosto de 2019                         | 103              | 0,60                |
| Estrelas Convidadas: Joachim Powell, John Paul Green e Emma Shannon                              |                                                                       |                    |                                 |                                                               |                  |                     |
| 18                                                                                               | "Ajudando as Tropas (BR)" "Service for the Service"                   | Adam Weissman      | Heath Seifert & Kevin Kopelow   | 11 de maio de 2019 N/D                                        | 109              | 0,63                |
| Estrelas Convidadas: Tyler Chase e Jasmine T.R. Gatewood (V.O.)                                  |                                                                       |                    |                                 |                                                               |                  |                     |
| 19                                                                                               | "Dando uma Mão (BR)" "Blending a Hand"                                | Robbie Countryman  | Steve Freeman                   | 1 de junho de 2019 3 de agosto de 2019                        | 119              | 0,57                |
| Estrela Convidada: Daniella Monet                                                                |                                                                       |                    |                                 |                                                               |                  |                     |
| 20                                                                                               | "Aniversário de Casamento (BR)" "Stain-cation"                        | Jody Margolin Hahn | Steve Freeman                   | 8 de junho de 2019 17 de agosto de 2019                       | 110              | 0,47                |

## Audiência
| Temporada | Episódios | Primeira exibição      | Primeira exibição   | Última exibição    | Última exibição     | Méd. audiência (milhões) |     |
| Temporada | Episódios | Data                   | Audiência (milhões) | Data               | Audiência (milhões) | Méd. audiência (milhões) |     |
| --------- | --------- | ---------------------- | ------------------- | ------------------ | ------------------- | ------------------------ | --- |
| 1         | 20        | 24 de novembro de 2018 | 0,62                | 8 de junho de 2019 | 0,47                | 0.71                     | ASD |

## Dublagem/Dobragem
| Personagem | Dublagem        | Dobragem        |
| Principais | Principais      | Principais      |
| ---------- | --------------- | --------------- |
| Ivy        | Flavia Narciso  | A ser anunciado |
| Stuart     | Enrico Esparda  | A ser anunciado |
| Leaf       | Mariana Zink    | A ser anunciado |
| Lewis      | Thiago Zambrano | A ser anunciado |
| Clark      | Silvio Giraldi  | A ser anunciado |
| Millie     | Sicilia Vidal   | A ser anunciado |

|                     | Portugal         | Brasil            |
| ------------------- | ---------------- | ----------------- |
| Direção             | A ser anunciado  | Vanessa Alves     |
| Tradução            | A ser anunciado  | Alexandre Arcanjo |
| Estúdio de Dublagem | SDI Media Iberia | Dublavideo        |